# Juniperus przewalskii
Juniperus przewalskii ist eine Pflanzenart aus der Familie der Zypressengewächse (Cupressaceae). Sie ist in China heimisch.

## Beschreibung
Juniperus przewalskii wächst als immergrüner Baum, selten auch als Strauch, der Wuchshöhen von bis zu 20 Metern erreichen kann. Alle Äste sind etwa gleich lang, dadurch verjüngt sich die Krone nicht nach oben hin. Die locker stehenden Zweige gehen gerade oder leicht gebogen von den Ästen ab. Sie besitzen bei einem Durchmesser von 1,2 bis 1,5 Millimeter einen bleistiftförmigen oder vierkantigen Querschnitt.
Junge Bäume haben nur nadelartige Blätter während ältere Bäume auch schuppenartige Blätter ausbilden. Die abstehenden, nadelartigen Blätter stehen in Dreiwirteln an den Zweigen und werden 4 bis 8 Millimeter lang. Die kreuzgegenständig angeordneten, blaugrünen Schuppenblätter sind bei einer Länge von 1,2 bis 3 Millimeter rautenförmig-eiförmig geformt und werden normalerweise von einer Wachsschicht bedeckt. An der Basis der Blattunterseite findet man eine Drüse. Die Spitze der Blätter ist spitz zulaufend.
Juniperus przewalskii ist einhäusig getrenntgeschlechtig (monözisch). Die männlichen Blütenzapfen sind bei einer Länge von etwa 2,5 Millimetern kugelig geformt. Sie enthalten sechs bis zehn Mikrosporophylle, welche zwei bis drei Pollensäcken tragen. Die weiblichen Zapfen sind bei einem Durchmesser von 0,8 bis 1,3 Zentimetern annähernd kugelig bis kugelig geformt. Zur Reife hin sind sie blauschwarz bis schwarz gefärbt. Jeder Zapfen trägt ein leicht zusammengedrücktes Samenkorn. Die auffallend gefurchten Samen sind bei einer Länge von 7 bis 12 Millimetern und einer Breite von 6 bis 10 Millimetern annähernd kugelig bis kugelig geformt und weisen Harzgruben auf.

## Vorkommen
Das natürliche Verbreitungsgebiet von Juniperus przewalskii liegt in den chinesischen Provinzen Gansu, dem östlichen Qinghai und nördlichen Sichuan.
Juniperus przewalskii gedeiht in Höhenlagen von 2600 bis 4300 Metern vor allem in an Berghängen gelegenen Wäldern.

## Gefährdung
Juniperus przewalskii wird in der Roten Liste der IUCN als „gering gefährdet“ eingestuft. Es wird jedoch darauf hingewiesen, dass eine erneute Überprüfung der Gefährdung notwendig ist.

## Taxonomie
Die Erstbeschreibung als Juniperus przewalskii erfolgte 1924 durch Wladimir Leontjewitsch Komarow in Botanicheskie Materialy Gerbariya Glavnogo Botanicheskogo Sada RSFSR 5, Seite 28. Synonyme für Juniperus przewalskii Kom. sind Sabina przewalskii (Kom.) W.C.Cheng & L.K.Fu, Sabina przewalskii (Kom.) W.C.Cheng & L.K.Fu und Sabina przewalskii f. pendula W.C.Cheng & L.K.Fu.